# Heiðrekr Ulfhamr
Heidrek Ulfham (nórdico antiguo: Heiðrekr Ulfhamr) fue un rey vikingo de Götaland, Suecia. Según la Saga Hervarar, era hijo de Angantyr Heidreksson, el legendario caudillo que derrotó a los hunos. También cita a una hija llamada Hild, que fue madre de Halfdan el Valiente.
Es probable que se trate del mismo Hermanarico que gobernó a los godos durante mucho tiempo, ya que Hermanaric, Erminrich, Emmerich, Ermanrik entre otros son nombres sinónimos de Heidrek.

## Herencia
Según Sörla þáttr Heiðrekr Ulfhamr es el padre del legendario Hjörvard que fue padre de Hervör y ésta a su vez, madre de Hildr que casó con el vikingo Högni.